# Konstantin Sergejewitsch Semjonow
Konstantin Sergejewitsch Semjonow (russisch Константин Сергеевич Семёнов, englische Transkription: Konstantin Semenov, * 9. Juni 1989 in Smolensk, Russische SFSR, Sowjetunion) ist ein russischer Beachvolleyballspieler.

## Karriere
Semjonow spielte seine ersten Open-Turniere 2009 und 2010 mit Dmitri Nikolajewitsch Barsuk. Anschließend bildete er ein neues Duo mit Alexei Pastuchow, das den neunten Rang bei den Åland Open erreichte und Fünfter der U23-Europameisterschaft in Kos wurde. 2011 schaffte Semenow mit Sergei Prokopjew zweite neunte Plätze, bevor er mit seinem aktuellen Partner Jaroslaw Koschkarjow zusammenkam. Bei der Weltmeisterschaft in Rom wurden die beiden Russen Gruppenzweiter und mussten sich erst im Achtelfinale den späteren Siegern Emanuel/Alison aus Brasilien geschlagen geben. Danach schafften sie bei vier Grand Slams in Folge Top-Ten-Ergebnisse. Bei der Europameisterschaft in Kristiansand erreichten sie als Gruppendritter die erste K.-o.-Runde, in der sie den Schweizern Heyer/Chevallier unterlagen. Bei den folgenden Open-Turnieren gab es einen neunten Platz in Åland und einen dritten Rang in Den Haag. Die EM 2012 endete für das Duo als Vorrunden-Zweiter erneut in der ersten K.-o.-Runde, diesmal gegen die Letten Pļaviņš/Šmēdiņš. Anschließend wurden sie Neunter in Rom und erreichten beim CEV Continental Cup in Alanya einen fünften Platz. Zum Grand Slam in Berlin bildete Semjonow wieder ein Duo mit Prokopjew. Die beiden Russen qualifizierten sich für die Olympischen Spiele in London. Dort verloren sie ihre ersten beiden Spiele gegen die späteren Olympiasieger Julius Brink und Jonas Reckermann sowie das Schweizer Duo Heyer/Chevallier, erreichten aber mit einem Sieg gegen die Chinesen Xu/Wu als Gruppendritte das Achtelfinale, in dem sie sich den US-Amerikanern Gibb/Rosenthal geschlagen geben mussten. Anschließend erreichten sie beim Grand Slam in Stare Jabłonki ebenfalls den neunten Rang.
Von 2013 bis 2016 spielte Semjonow mit Wjatscheslaw Krassilnikow. Krassilnikow/Semjonow erreichten das Finale des Grand Slam in Berlin und den fünften Platz in Moskau. Außerdem gewannen sie das EEVZA-Turnier in der russischen Hauptstadt. 2014 starteten sie mit zwei 17. Plätzen bei den World-Tour-Turnieren in China. Bei den Anapa Open unterlagen sie erst im Finale. Bei der Europameisterschaft 2014 in Quartu Sant’Elena wurden sie Neunte. Eine Woche später gelang den beiden Russen mit ihrem Sieg beim Grand Slam in Moskau der größte Erfolg ihrer gemeinsamen Karriere. Auch 2015 und 2016 hatten Krassilnikow/Semjonow zahlreiche Top-Ten-Platzierungen auf der World Tour. Bei der WM 2015 in den Niederlanden sowie der EM 2015 in Klagenfurt wurden sie jeweils Neunte. 2016 wurden Krassilnikow/Semjonow Vizeeuropameister in Biel und Olympia-Vierte in Rio de Janeiro.
Nach einer einjährigen Pause spielt Semjonow seit Ende 2017 mit Ilja Leschukow. Auf der World Tour 2018 ragten der Sieg beim 3-Sterne-Turnier in Mersin und der dritte Platz beim 4-Sterne-Turnier in Ostrava heraus. Bei der Europameisterschaft in den Niederlanden wurden Semjonow/Leschukow Vierte. Nach zahlreichen Top-Ten-Platzierungen auf der World Tour 2018/19 erreichten Semjonow/Leschukow bei der WM in Hamburg Platz neun. In Moskau wurden sie anschließend Vizeeuropameister. Auf der World Tour 2021 hatten Semjonow/Leschukow zahlreiche Top-Ten-Platzierungen. Bei den Olympischen Spielen 2021 in Tokio erreichten sie als Erste ihrer Vorrundengruppe das Achtelfinale, das sie gegen die Chilenen Esteban und Marco Grimalt gewannen. Im Viertelfinale schieden sie gegen die späteren Olympiasieger Anders Mol und Christian Sørum aus Norwegen aus. Kurz darauf erreichten die beiden Russen bei der Europameisterschaft in Wien Platz fünf.